# Changshi Khan
Changshi Khan, noto anche come Chankshi Khan (... – 1338), è stato un condottiero mongolo, khan del Khanato Chagatai dal 1335 al 1338.

## Biografia
Lontano discendente di Gengis Khan, Changshi era figlio del principe Ebugen e nipote di Duwa, khan del Khanato Chagatai dal 1282 al 1307. Nulla si sa sulla sua nascita e dei primi anni della sua vita. Fonti storiche menzionano nel 1329 l'invio da parte sua di 170 prigionieri russi (tra cui vi furono probabilmente alcuni esperti maestri che i Chagatai ricevettero dall'Orda d'oro) all'imperatore cinese Tugh Temür, che lo ricompensò con molte pietre preziose.
Come khan fu probabilmente un sostenitore del nestorianesimo, ma allo stesso tempo aderì alla legge tradizionale dello yasa e a pratiche del movimento tengrista. Nel 1335 partecipò a un'iniziativa per rovesciare il cugino Buzan Khan e assunse perciò il comando del khanato dopo la sua caduta. Diversamente da Buzan, Changshi modificò sin da subito le politiche interne dell'ulus: rimosse i principi musulmani dalle più alte cariche politiche e sostenne i nestoriani, e permise la predicazione dei missionari di altre denominazioni cristiane (prima fra tutte quelle cattoliche) e di monaci buddisti. D'altra parte, invece, continuò la politica d'alleanza con la dinastia Yuan e abbandonò il conflitto con l'Ilkhanato, sebbene a quei tempi vi fosse un'accesa lotta al potere.
Prestava altrettanza attenzione alla caccia e all'intrattenimento, e parve praticare il gioco degli scacchi. Nel 1338 il proliferarsi di malattie epidemiche pestilenziali nelle province orientali del khanato causò forti proteste da parte dei nomadi mongoli sotto il suo comando. La crisi ebbe ripercussioni anche su una parte della nobiltà chagatai: approfittando della situazione di scompiglio, suo fratello minore Yesun Temür cospirò contro di lui e si impadronì del trono. Changshi fu assassinato da un membro della sua famiglia, presumibilmente lo stesso Yesun, poco dopo la sua caduta.